# Otto Brunfels

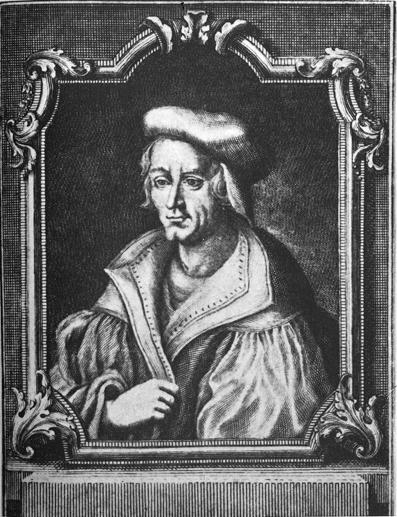
Otto Brunfels

Otto Brunfels (n. 1488) - d. 23 decembrie 1534) a fost un medic, teolog și botanist german. Carl Linné îl consideră unul din părinții botanicii.

## Biografie
S-a născut într-o localitate de lângă Mainz. La universitatea din acest oraș studiază teologia și filozofia. Intră succesiv la diverse mănăstiri ca predicator luteran.
La Strassburg, în 1519 îl întâlnește pe Nikolaus Gerbel, un avocat erudit. Acesta îl îndeamnă să studieze puterea vindecătoare a plantelor și astfel, Brunfels întreprinde investigații botanice amănunțite.

## Activitatea

### Scrieri
- Othonis Brvnfelsii Pro Vlricho Hutteno defuncto ad Erasmi Roter. Spongiam Responsio. (1523)
- Processus consistorialis Martyrii Io. Huss. (1524)
- Catalogi virorum illustrium veteris et novi testamenti. (1527)
- Catechesis puerorum in fide, in literis et in moribus. (1529, Sfaturi privind educația)
- Herbarum vivae eicones. 3 volume (1530-36)
- Catalogus illustrium medicorum seu de primis medicinae scriptoribus. (1530)
- Iatron medicamentorum simplicium. (1533)
- Contrafayt Kreüterbuch, 2 părți, (1532-1537)
- Onomastikon medicinae, continens omnia nomina herbarum, fruticum etc. (1534)
- Epitome medices, summam totius medicinae complectens. (1540)
- In Dioscoridis historiam plantarum certissima adaptatio. (1543)